# Dolibarr
Dolibarr ERP/CRM é um open source/free software para pequenas e médias empresas, fundações ou freelancers. Inclui diferentes funcionalidades para Planejamento de Recursos Empresariais (ERP) e Gestão de Relação com Clientes (CRM) assim como outras funcionalidades para actividades diferentes.

## Funcionalidades
Existem vários módulos que se podem activar ou desactivar, de acordo com as funcionalidades pretendidas, de forma a ter-se exactamente o que se pretende.
Este software é grátis e está sob a alçada da licença GNU General Public License 3.0 e como é uma aplicação para a Internet, pode ser usado de qualquer local com acesso à mesma.
Dolibarr é um projecto criado com um objectivo: Ser um  ERP/CRM com respeito à regra wikt:S3S :
- Um Software deve ser Simples de desenvolver
- Um Software deve ser Simples de instalar
- Um Software deve ser Simples de utilizar

O Dolibarr inclui as mais importantes funcionalidades de um ERP/CRM, excluindo contabilidade. É altamente modular e é caracterizado pela sua simples forma de instalação e de uso apesar do largo número de funcionalidades que podem ser activas ou não por meio de módulos.
Este é um resumo das funcionalidades base do Dolibarr

## Módulos base
- Catálogo de serviços e produtos
- Gestão de stocks
- Gestão de contas bancárias
- Directório de clientes, fornecedores ou prospectos
- Directório de contactos
- Gestão de acções comerciais
- Gestão de encomendas
- Gestão de propostas comerciais com exportação para PDF
- Gestão de contractos
- Gestão de facturas com exportação de PDF
- Gestão de pagamentos
- Gestão de encomendas em processamento
- Gestão de portes
- Gestão de membros de fundações
- Gestão de favoritos
- Emailing
- Reportar eventos dentro do WebCalendar do Dolibarr
- Relatórios
- Ferramentas de exportação de dados
- Conectividade com LDAP
- Gestão de doações

## Arquitectura
O Dolibarr é escrito em PHP. E usa base de dados MySQL.
Funciona com uma vasta esclha de serviços de alojamento e servidores. O Dolibarr trabalha com todas as configurações de PHP e não precisa de nenhum módulo extra adicional.

## História
Dolibarr foi iniciado por Rodolphe Quiedeville, de raíz, e gravado sob CVS, alojado pela Savannah, em Abril de 2002.
Jean-Louis Bergamo, outro membro de Abril, começou o módulo de gestão de fundações.
A versão 1.0 saiu em Setembro de 2003.
Em Julho de 2008, Rodolphe deixou o principal colaborador Laurent Destailleur (também autor do popular projecto de código livre AWStats) para liderar o projecto.

## Traduções
ca_ES/ 	  	  	  	
da_DA/ 	  	  	  	
de_DE/ 	  	  	  	
en_AU/ 	  	  	  	
en_US/ 	  	  	  	
es_ES/ 	  	  	  	
fi_FI/ 	  	  	  	
fr_BE/ 	  	  	  	
fr_FR/ 	  	  	  	
it_IT/ 	  	  	  	
nl_BE/ 	  	  	  	
nl_NL/ 	  	  	  	
no_NO/ 	  	  	  	
pl_PL/ 	  	  	  	
pt_PT/ 	  	  	  	
ro_RO/ 	  	  	  	
ru_RU/

## Prémios
- 2003
  - 1º na categoria "Gestão de Empresas" no concurso Les Trophées du Libre.